# Oceli (Ort)
Oceli ist ein osttimoresischer Ort im Suco Guda (Verwaltungsamt Lolotoe, Gemeinde Bobonaro).
Das Dorf liegt im Zentrum der Aldeia Oceli in einer Meereshöhe von 742 m. Die Häuser verteilen sich entlang dreier Straßen, die in Oceli zusammentreffen. Sie führen nach Zoilpo in Nordosten, Gudataz im Südwesten und Tobur (Suco Beco) im Südosten. Der Berg Leobara (887 m, Lage) liegt südlich des Ortes Oceli.
In Oeceli befinden sich eine Kapelle und ein Hospital.